# Перелік термінів щодо розміру та активності легень
Нижче наведено терміни, які визначають тип розміру легень і/або активність. Більш конкретні визначення можна знайти в окремих статтях.
- Еупное — нормальне дихання
- Апное — відсутність дихання
- Брадипное — зниження частоти дихання
- Задишка або диспное — відчуття утрудненого дихання
- Гіпераерація[en]/гіперінфляція — збільшення об'єму легень
- Гіперпное[en] — швидке і глибоке дихання
- Гіпервентиляція — посилене дихання, що викликає втрату CO2
- Гіпопное[en] — повільне і поверхневе дихання
- Гіповентиляція — уповільнене дихання, що викликає збільшення CO2
- Утруднене дихання[en] — фізичні прояви респіраторного дистресу
- Тахіпное — почастішання дихання
- Ортопное — задишка в положенні лежачи, що полегшується сидячи або стоячи
- Платіпное[en] — задишка під час сидіння або стояння, що полегшується, якщо ви лежите рівно
- Трепопное[en] — задишка в положенні на боці, що полегшується
- Понопное — болісне (хворобливе) дихання